# Hampton, the Hampster
Hampton, the Hampster ist ein animiertes Musikprojekt, das aus einem Internet-Hype hervorgegangen ist.

## Hintergrund

### Die Webseite
1998 designte die kanadische Kunststudentin Deidre LaCarte eine Webseite für einen Wettbewerb mit ihrer Schwester und mit ihrer besten Freundin, wer am meisten Besucher anziehen würde. Dazu schuf sie vier verschiedene Gif-Animationen mit Hamstern, die über die ganze Seite verteilt in Reihen tanzten und ließ dazu eine gepitchte Version eines Samples aus dem Whistle Stop von Roger Miller als Wav-Datei im Country-Stil abspielen. Das Lied war die Vorspannmusik des Disney-Zeichentrickfilms Robin Hood. Die Hamster waren ihrem eigenen Haustier nachempfunden, einem Hamster namens Hampton, und die Seite wurde Hampton’s Hampster House genannt.
Nachdem sich anfänglich nicht viel getan hatte, verbreitete sich die Nachricht von der Seite plötzlich sprunghaft im Internet und die für damalige Verhältnisse innovative Internetseite verbuchte bis zu 250 000 Aufrufe pro Tag. Nachdem sich sieben Monate nach dem Start wenig getan hatte, hatten die Internetuser in den drei Monaten danach die Seite 17 Millionen Mal aufgerufen. Allerdings hatte LaCarte eine der günstigen GeoCities-Seiten verwendet und es versäumt, sich rechtzeitig die Adresse "hampsterdance.com" zu sichern, die sich dann ein Unternehmen reserviert hatte und den Werbeeffekt ausnutzte. Während im Netz bereits Dutzende ähnlicher Seiten mit animierten Kühen, Echsen und andere entstanden, begann sie, die Seite "hampsterdance2.com" aufzubauen. Von ihren vier Nagetieren entstanden verschiedene Varianten.

### Musikalische Erfolge
Bereits 1999 nahmen die Cuban Boys aus England die Country-Melodie und bauten daraus einen Techno-Song mit dem Titel Cognoscenti vs. Intelligentsia. Das Lied wurde von BBC One gespielt und zum meistgewünschten Song in John Peels Show seit den 70er Jahren. Die Singleveröffentlichungen brachte den Cuban Boys einen vierten Platz in den britischen Charts und über 200 000 verkaufte Platten.
Daraufhin suchte sich auch LaCarte professionelle Partner. Im Frühjahr 2000 wurde aus dem wenige Sekunden langen Liedsample von LaCarte eine richtige Single mit Rapeinlage gemixt und The Hampsterdance Song erschien in Kanada unter dem Interpretennamen Hampton the Hampster. Nachdem sie dort zur meistverkauften Single geworden und 6 Wochen lang Platz 1 der kanadischen Charts eingenommen hatte, wurde sie weltweit veröffentlicht. In einer ganzen Reihe von Ländern ging sie daraufhin in die Charts und kam unter anderem auf Platz 60 in Deutschland, Platz 5 in Australien und in den Dance-Maxi-Charts der USA erreichte sie Platz 4. Es folgte ein ganzes Album und weitere Singleveröffentlichungen wie der Country-Klassiker Thank God I'm a Country Boy, die in einigen Ländern ebenfalls noch recht erfolgreich waren.
In den Filmkomödien Spot von 2001 und Sind wir schon da? von 2005 mit Rapper Ice Cube wurde der Hampsterdance als Filmmusik verwendet.

### Weitere Projekte
Die ursprünglichen vier Hamster hatten sich schon sehr weiterentwickelt. Alle vier Figuren hatten Namen bekommen (Hampton, Hado, Fuzzy und Dixie) und waren zu richtigen Comicfiguren und sogar Filmanimationen geworden. Die Webseite war auf die ursprünglich gewollte Adresse gewechselt und verkaufte verschiedene Merchandising-Artikel. Die Rechte und das Unternehmen, das Deidre LaCarte gegründet hatte, waren von Abatis International übernommen worden und in Zusammenarbeit mit den Webdesignern von Unreal und der Produktionsfirma Nelvana, die Kinderprogramme herstellte, versuchten sie, die Hampsters weiter zu vermarkten. Die Seite war noch im Jahr 2008 in Betrieb; über das Ergebnis der Projekte ist nichts bekannt. Die Original-Webseite von LaCarte ist nicht mehr aufrufbar, aber es existieren im Internet zahlreiche Kopien der ursprünglichen Darstellung.

## Diskografie
Alben
- The Hampsterdance Album (2001)

Singles
- The Hampsterdance Song (2000)
- Thank God I’m a Country Boy (2001)
- Hampster Party (2001)
- Sing a Simple Song (2001)